# Friedrich Heinrich Geffcken
Friedrich Heinrich Geffcken (Amburgo, 9 dicembre 1830 – Monaco di Baviera, 1º maggio 1896) è stato un giurista tedesco.
Sindaco di Amburgo e poi docente all'università di Strasburgo dal 1872 al 1882, fu processato nel 1888 per aver pubblicato un estratto del suo diario personale.

## Carriera
Per dieci anni (1856-1866) è stato il rappresentante diplomatico della città libera di Amburgo a Berlino, prima come incaricato d'affari e poi come ministro residente, incarico che ricoprì anche a Londra.
Nominato, nel 1872, professore di storia costituzionale e di diritto pubblico all'università di Strasburgo, Geffcken divenne nel 1880 un membro del Consiglio di Stato dell'Alsazia-Lorena.
È stato uno dei consiglieri più fidati del principe ereditario Federico Guglielmo (in seguito Federico), e fu lui che redasse la bozza della nuova costituzione federale tedesca, che è stata presentata a Versailles durante la guerra franco-prussiana. Assisti alla realizzazione del famoso documento che l'imperatore Federico, alla sua ascesa al trono nel 1888, indirizzò al cancelliere. Questo memorandum venne pubblicato da Geffcken sulla Deutsche Rundschau (nell'ottobre 1888), insieme agli estratti del diario privato dall'imperatore Federico durante la guerra franco-prussiana, venendo, su insistenza di Bismarck, processato per alto tradimento. Il Reichsgericht (la corte suprema), tuttavia, annullò l'atto d'accusa, e Geffcken venne rilasciato dopo essere stato in carcere per tre mesi.

## Morte
Si ritirò dal servizio pubblico nel 1882, e visse per lo più a Monaco di Baviera, dove morì, soffocato da una fuga accidentale di gas nella sua camera da letto, nel 1896.

## Vita privata
Nel 1860 ai sposò con Caroline Immermann, figlia del poeta Carl Leberecht Immermann. La coppia ebbe quattro figli e due figlie, tra cui il filologo Johannes Geffcken ed il giurista Heinrich Geffcken.